# Graphocephala marathonensis
Graphocephala marathonensis är en insektsart som först beskrevs av Jerry Olsen 1918.  Graphocephala marathonensis ingår i släktet Graphocephala och familjen dvärgstritar. Inga underarter finns listade i Catalogue of Life.